# Micropterix sicanella
Micropterix sicanella là một loài bướm đêm thuộc họ Micropterigidae. Nó được Zeller mô tả năm 1847. Nó được tìm thấy ở Chính quốc Ý, Sicilia, Sardegna và Corse.
Con trưởng thành bay feeding on blossoms của Cistus salviifolius.
Chiều dài cánh trước là 3-3.8 mm đối với con đực và 3.7-3.9 mm đối với con cái.